# Auster
Auster (także Notus, łac. Auster, Notus, gr. Νότος Nótos) – w mitologii rzymskiej bóg i uosobienie wiatru południowego i południowej strony świata.
Uosabiał wilgotny, wiejący latem wiatr. Był utożsamiany z greckim Notosem.